# Kim Nan Do
Kim Nan Do (金蘭都) sinh năm 1963, hiện là Giáo sư giảng dạy Khoa tiêu dùng trường Đại học Khoa học đời sống trực thuộc trường Đại học Seoul (Hàn Quốc). Ông là tác giả của cuốn sách Tuổi trẻ, khát vọng và nỗi đau.

## Cuộc đời
Ông sinh năm 1963 tại Seoul, tốt nghiệp Trường trung học phổ thông Mapo và trở thành sinh viên của Khoa luật Trường Đại học Seoul. Sau ba lần thi công chức thất bại, ông quyết đinh từ bỏ. Sau khi tốt nghiệp Học viện Hành chính trường Đại học Seoul và hoàn thành khóa nghĩa vụ quân sự với chức danh Sĩ quan cao cấp, ông sang Mĩ nghiên cứu về Lí luận quản lí cộng đồng và đạt học vị Tiến sĩ của trường Đại học Nam California. Trở về nước, ông dạy tại Học viện Môi trường Mogyo một thời gian, đến năm 1997 ông được bổ nhiệm làm Giáo sư Khoa tiêu dùng trường Đại học khoa học đời sống và hiện tại vẫn đang đương nhiệm.
Những bài giảng của ông đều được tuyển chọn từ các bài giảng xuất sắc của trường Đại học Seoul do chính các học sinh đánh giá. Năm 2006, ông nhận giải thưởng Giáo dục của trường Đại học Seoul vì năng lực lãnh đạo và sự nhiệt tình trong giảng dạy. Với việc leo lên vị trí số một về lượng bán ra trong 37 tuần liên tiếp, cuốn sách Tuổi trẻ, khát vọng và nỗi đau xuất bản cuối năm 2010 đã được độc giả bầu chọn là cuốn sách hay nhất năm 2011.

## Học vấn
- Tốt nghiệp Trường trung học phổ thông Mapo
- Tốt nghiệp Khoa Luật Đại học Seoul
- Đạt học vị Thạc sĩ của Học viện Hành chính Trường đại học Seoul
- Đạt học vị Tiến sĩ khoa Hành chính trường đại học Southern Canifornia

## Tác phẩm
- Quản trị gia đình công cộng  (15/09/1999)
- Lý luận thông tin người tiêu dùng  (01/03/2001)
- Luxury Korea (29/03/2007)
- Trend Korea 2009 (15/12/2008)
- Trend Korea 2010 (11/12/2009)
- Người tiêu dùng muốn gì  (15/11/2010)
- Tuổi trẻ, khát vọng và nỗi đau  (24/12/2010)
- Xu hướng mới thế hệ G20 (16/03/2011)
- Trend Korea 2011 (28/11/2010)
- Trend Korea 2012 (01/12/2011)
- Trưởng thành sau ngàn lần tranh đấu  (28/08/2012)[4]
- Trend Korea 2013 (Phiên bản tiếng Hàn, 21/11/2012) / (Phiên bản tiếng Anh 01/01/2013)
- Ngày mai của Kim Nan Do (04/07/2013)
- Trend China (26/09/2013)
- Trend Korea 2014 (18/11/2013)
- Trend Korea 2015 (11/11/2014)

## Phê bình
- Giáo sư Kim Nando đã bị chỉ trích vì nội dung cuốn Tuổi trẻ, khát vọng và nỗi đau không mang tính hiện thực.[5]
- Trong thời gian đương nhiệm vị trí Trưởng hội giáo sư Hoam, vì nhận được sự ủng hộ toàn toàn của những người lao động trong Hội về sự đi đầu trong quá trình phi chính quy, ông cũng bị chỉ trích rằng " Tại sao không góp phần tạo nên hiện thực của tuổi trẻ như vậy?"